# As Heard on Radio Soulwax Pt. 2
As Heard on Radio Soulwax Pt. 2 est le premier album de 2 Many DJs, alter-ego du groupe Soulwax. Il s'agit d'un mashup de 45 pistes de divers artistes.

## Description
L'album est composé d'une unique piste ininterrompue constituée de 114 enregistrements différents. Certains passages sont de simples remixes, mais la plupart sont des collages, les voix d'une chanson étant placées sur la partie instrumentale d'une autre.
À l'origine, Soulwax avait pour ambition d'utiliser 187 enregistrements. Les droits d'utilisation leur furent refusés pour 62 d'entre eux ; pour 11 autres, les ayants droit ne purent pas être retrouvés. L'ayant droit de la piste Shake Your Body ne pouvait également être déterminé, mais le duo l'inclut néanmoins, estimant que son absence serait dommageable.

## Pochette
La pochette de l'album fut modifiée à la suite de menaces judiciaires du photographe original.

## Pistes
La version CD de l'album comporte une piste cachée qu'il est possible d'écouter en appuyant sur « lecture », puis en revenant en arrière pendant 4 minutes et 17 secondes. Il s'agit de la piste Can't Get You Out of My Head (Soulwax Elektronic Mix) de Kylie Minogue.
1. – 2:49
  - Emerson, Lake and Palmer, Peter Gunn [live]
  - Basement Jaxx, Where's Your Head At (Head-a-pella)
2. Peaches, Fuck the Pain Away – 1:38
3. The Velvet Underground, I'm Waiting for the Man – 0:57
4. – 0:59
  - Polyester, J'aime regarder les mecs
  - Sly and the Family Stone, Dance to the Music
  - Ready for the World, Oh Sheila (a cappella)
5. Dakar & Grinser, I Wanna Be Your Dog – 1:44
6. Ural 13 Diktators, Disko Kings – 1:28
7. – 2:56
  - Bobby Orlando, The "O" Medley
  - Felix da Housecat, Silver Screen Shower Scene [featuring Miss Kittin]
8. – 2:31
  - The Stooges, No Fun
  - Salt-n-Pepa, Push It
9. – 2:28
  - Hanayo with Jürgen Paape, Joe le taxi
  - The Jets, Crush on You (a cappella)
  - Alan Braxe & Fred Falke, Intro
10. – 3:03
  - Funkacise Gang, Funkacise
  - Soul Grabber, Motorcross Madness
  - Lil' Louis, French Kiss
11. Zongamin, Serious Trouble – 1:39
12. Garbage, Androgyny (Felix da Housecat 'thee glitz mix') – 1:16
13. – 2:30
  - Frank Delour, Disc Jockey's Delight Vol. 2
  - The Residents, Kaw-Liga (prairie mix)
14. Carlos Morgan, Shake Your Body – 2:11
15. Alphawezen, Into the Stars (Firebirds remix) – 0:58
16. – 1:37
  - Interstellar, Concepts
  - Nena, 99 Luftballons
17. – 3:30
  - Destiny's Child, Independent Women Part 1 (a cappella)
  - 10cc, Dreadlock Holiday
18. – 2:29
  - Dolly Parton, 9 to 5
  - Röyksopp, Eple
19. Arbeid Adelt!, Death Disco – 0:43
20. Jeans Team, Keine Melodien featuring MJ Ian – 1:46
21. – 3:30
  - Skee-Lo, I Wish (a cappella)
  - Maurice Fulton Presents Stress, My Gigolo
  - The Breeders, Cannonball
22. The Cramps, Human Fly – 1:33
23. Electric Six, Danger! High Voltage – 1:42
24. Op:l Bastards, Don't Bring Me Down – 1:57
25. ADULT., Hand to Phone – 1:40
26. Vitalic, La Rock 01 – 2:37
27. Queen of Japan, I Was Made for Loving You – 1:59
28. – 2:12
  - New Order, Blue Monday
  - Detroit Grand Pubahs, Sandwiches
29. Lords of Acid, I Sit on Acid (Soulwax remix) – 2:56
30. Streamer featuring Private Thoughts in Public Places, Start Button – 1:56